# Aberto de São Paulo 2013
L'Aberto de São Paulo 2013 è stato un torneo professionistico di tennis maschile giocato sul cemento. È stata la 13ª edizione del torneo che fa parte dell'ATP Challenger Tour nell'ambito dell'ATP Challenger Tour 2013. Si è giocato a San Paolo in Brasile dal 31 dicembre 2012 al 6 gennaio 2013.

## Partecipanti singolare

### Teste di serie
| Nazionalità | Giocatore              | Ranking* | Testa di serie |
| ----------- | ---------------------- | -------- | -------------- |
| Argentina   | Horacio Zeballos       | 85       | 1              |
| Argentina   | Martín Alund           | 121      | 2              |
| Brasile     | Rogério Dutra da Silva | 126      | 3              |
| Brasile     | Thiago Alves           | 130      | 4              |
| Argentina   | Federico Delbonis      | 133      | 5              |
| Portogallo  | Gastão Elias           | 130      | 6              |
| Brasile     | João Souza             | 144      | 7              |
| Argentina   | Guido Andreozzi        | 17§      | 8              |

- Ranking al 24 dicembre 2012.

### Altri partecipanti
Giocatori che hanno ricevuto una wild card:
- Rafael Camilo
- Daniel Dutra da Silva
- Tiago Lopes
- Thiago Monteiro

Giocatori passati dalle qualificazioni:
- Devin Britton
- André Ghem
- Austin Krajicek
- Franko Škugor

## Partecipanti doppio

### Teste di serie
| Nazionalità | Giocatore       | Nazionalità | Giocatore         | Ranking1 | Testa di serie |
| ----------- | --------------- | ----------- | ----------------- | -------- | -------------- |
| Stati Uniti | James Cerretani | Canada      | Adil Shamasdin    | 175      | 1              |
| Australia   | Rameez Junaid   | Germania    | Simon Stadler     | 185      | 2              |
| Brasile     | André Ghem      | Brasile     | João Souza        | 241      | 3              |
| Sudafrica   | Rik De Voest    | Brasile     | Marcelo Demoliner | 247      | 4              |

- Ranking al 24 dicembre 2012.

### Altri partecipanti
Coppie che hanno ricevuto una wild card:
- Rafael Camilo /  Daniel Dutra da Silva
- Rogério Dutra da Silva /  Eduardo Russi
- Ricardo Hocevar /  Leonardo Kirche

## Campioni

### Singolare
- Horacio Zeballos ha battuto in finale  Rogério Dutra da Silva, 7–6(5), 6–2

### Doppio
- James Cerretani /  Adil Shamasdin hanno battuto in finale  Federico Delbonis /  Renzo Olivo, 6(5)–7, 6–1, [11–9]